# Nkp (trigramme)
Cette page contient des caractères spéciaux ou non latins. S’ils s’affichent mal (▯, ?, etc.), consultez la page d’aide Unicode.
Nkp (minuscule nkp) est un trigramme de l'alphabet latin composé d'un N, d'un K et d'un P.

## Linguistique
Le trigramme Nkp est utilisé par diverses langues africaines pour noter le son représenté par /ⁿk͡p/ dans l'alphabet phonétique international, c’est-à-dire une prénasalisation du son /k͡p/.

## Représentation informatique
À la différence certains de digrammes, il n'existe aucun encodage du Nkp sous la forme d'un seul signe. Il est toujours réalisé en accolant les lettres N, K et P.